# Hoenderloo
Hoenderloo est un village appartenant aux communes néerlandaises d'Apeldoorn et d'Ede. En 2006, le village comptait 1 860 habitants, dont 1 770 habitants dans la partie appartenant à Apeldoorn et 90 habitants dans celle appartenant à Ede.